# 衡南莲湖湾国家湿地公园
衡南莲湖湾国家湿地公园，位于湖南省衡阳市衡南县境内。

## 旅游活动
衡南莲湖湾湿地公园已人工种植荷花7000多亩。每年5月至9月荷花盛开的季节，莲湖湾湿地公园望去蔚为壮观，适宜赏荷花。
因为莲湖湾广泛的荷花资源，当地还盛产莲子、荷叶茶等特产。
2016年7月16日-17日，首届山地户外健身休闲大会暨莲湖湾荷花节在衡南莲湖湾湿地公园举行。
2016年12月25日上午，“欢乐潇湘.幸福衡南”畅游莲湖湾冬泳活动在衡南莲湖湾湿地公园举行。